# Dirka po Španiji 1993
Dirka po Španiji 1993 (špansko Vuelta a España 1993) je 48. izvedba dirke po Španiji, tritedenske moške cestne kolesarske etapne dirke. Začela se je 26. aprila v La Coruñi in končala 16. maja v Santiagu de Compostela. Sodelovalo je 169 kolesarjev iz 17-ih ekip. Rumeno majico je drugič zapored osvojil Tony Rominger (CLAS–Cajastur), drugo mesto Alex Zülle (ONCE), tretje pa Laudelino Cubino (Amaya Seguros). Modro in zeleno majico je osvojil Tony Rominger, belo majico je osvojil Jesús Montoya (Amaya Seguros), oranžno majico pa Hendrik Redant (Collstrop–Assur Carpets).

## Ekipe
- Amaya Seguros
- Artiach–Filipinos–Chiquilin
- Banesto
- CLAS–Cajastur
- Collstrop–Assur Carpets
- Deportpublic
- Eldor–Viner
- Festina–Lotus
- Gaseosas Glacial
- Kelme–Xacobeo
- Lampre-Polti
- Mercatone Uno–Zucchini–Medeghini
- Navigare–Blue Storm
- ONCE
- Sicasal–Acral
- TVM–Bison Kit
- Varta-ELK Haus

## Etape
| Etapa | Datum     | Štart/Cilj                                           | Razdalja | Tip     | Tip                  | Zmagovalec                          |         |
| ----- | --------- | ---------------------------------------------------- | -------- | ------- | -------------------- | ----------------------------------- | ------- |
| 1     | 26. april | La Coruña – La Coruña                                | 10 km    |         | posamični kronometer | Alex Zülle (SUI)                    |         |
| 2     | 27. april | La Coruña – Vigo                                     | 251,1 km |         |                      | Alfonso Gutiérrez (ESP)             |         |
| 3     | 28. april | Vigo – Ourense                                       | 171,4 km |         |                      | Laurent Jalabert (FRA)              |         |
| 4     | 29. april | A Gudiña – Salamanca                                 | 233,4 km |         |                      | Jean-Paul van Poppel (NED)          |         |
| 5     | 30. april | Salamanca – Ávila                                    | 219,8 km |         |                      | Marino Alonso (ESP)                 |         |
| 6     | 1. maj    | Palazuelos de Eresma (Destilerías DYC) – Navacerrada | 24,1 km  |         | gorski kronometer    | Alex Zülle (SUI)                    |         |
| 7     | 2. maj    | Palazuelos de Eresma (Destilerías DYC) – Madrid      | 184 km   |         |                      | Laurent Jalabert (FRA)              |         |
| 8     | 3. maj    | Aranjuez – Albacete                                  | 225,1 km |         |                      | Jean-Paul van Poppel (NED)          |         |
| 9     | 4. maj    | Albacete – Valencija                                 | 224 km   |         |                      | Džamolidin Abdužaparov (UZB)        |         |
| 10    | 5. maj    | Valencija – La Sénia                                 | 206 km   |         |                      | Juan Carlos González Salvador (ESP) |         |
| 11    | 6. maj    | Lleida – Cerler                                      | 221 km   |         |                      | Tony Rominger (SUI)                 |         |
| 12    | 7. maj    | Benasque – Zaragoza                                  | 220,7 km |         |                      | Džamolidin Abdužaparov (UZB)        |         |
| 13    | 8. maj    | Zaragoza – Zaragoza                                  | 37,1 km  |         | posamični kronometer | Melcior Mauri (ESP)                 |         |
| 14    | 9. maj    | Tudela – Alto de la Cruz de la Demanda (Ezcaray)     | 197,2 km |         |                      | Tony Rominger (SUI)                 |         |
| 15    | 10. maj   | Santo Domingo de la Calzada – Santander              | 226,2 km |         |                      | Dag Otto Lauritzen (NOR)            |         |
| 16    | 11. maj   | Santander – Alto Campoo                              | 160 km   |         |                      | Jesús Montoya (ESP)                 |         |
| 17    | 12. maj   | Santander – Lagos de Covadonga                       | 179,5 km |         |                      | Oliverio Rincón (COL)               |         |
| 18    | 13. maj   | Cangas de Onís – Gijón                               | 170 km   |         |                      | Serguei Outschakov (UKR)            |         |
| 19    | 14. maj   | Gijón – Alto del Naranco                             | 153 km   |         |                      | Tony Rominger (SUI)                 |         |
| 20    | 15. maj   | Salas – Ferrol                                       | 247 km   |         |                      | Džamolidin Abdužaparov (UZB)        |         |
| 21    | 16. maj   | Padrón – Santiago de Compostela                      | 44,6 km  |         | posamični kronometer | Alex Zülle (SUI)                    |         |
|       | Skupaj    | Skupaj                                               | 3605 km  | 3605 km | 3605 km              | 3605 km                             | 3605 km |

## Končna razvrstitev
| Legenda | Legenda                                           | Legenda | Legenda                          |
| ------- | ------------------------------------------------- | ------- | -------------------------------- |
|         | Predstavlja vodilnega v skupnem seštevku          |         | Predstavlja vodilnega po točkah  |
|         | Predstavlja vodilnega v gorski razvrstitvi        |         | Predstavlja vodilnega v šprintih |
|         | Predstavlja vodilnega v kombinacijski razvrstitvi |         |                                  |

### Rumena majica
| Poz. | Kolesar                    | Ekipa                       | Čas        |
| ---- | -------------------------- | --------------------------- | ---------- |
| 1    | Tony Rominger              | CLAS–Cajastur               | 96h07'03'' |
| 2    | Alex Zülle                 | ONCE                        | 29''       |
| 3    | Laudelino Cubino           | Amaya Seguros               | 8'54''     |
| 4    | Oliverio Rincón            | Amaya Seguros               | 9'25''     |
| 5    | Jesús Montoya              | Amaya Seguros               | 10'27''    |
| 6    | Pedro Delgado              | Banesto                     | 11'17''    |
| 7    | Erik Breukink              | ONCE                        | 17'58''    |
| 8    | Melcior Mauri              | Amaya Seguros               | 19'53''    |
| 9    | Johan Bruyneel             | ONCE                        | 20'01''    |
| 10   | Fernando Escartín          | CLAS–Cajastur               | 23'27''    |
| 11   | Ignacio Gaston             | CLAS–Cajastur               |            |
| 12   | Mikel Zarrabeitia          | Amaya Seguros               |            |
| 13   | Hernán Buenahora           | Kelme–Xacobeo               |            |
| 14   | Luca Gelfi                 | Banesto                     |            |
| 15   | Robert Millar              | TVM–Bison Kit               |            |
| 16   | Javier Murguialday         | Amaya Seguros               |            |
| 17   | José Ramon Uriarte Zubero  | Banesto                     |            |
| 18   | Jon Unzaga Bombín          | CLAS–Cajastur               |            |
| 19   | Peter Meinert Nielsen      | TVM–Bison Kit               |            |
| 20   | Francisco Javier Mauleón   | CLAS–Cajastur               |            |
| 21   | Marino Alonso Monje        | Banesto                     |            |
| 22   | Eduardo Chozas Olmo        | Artiach–Filipinos–Chiquilin |            |
| 23   | Arsenio González Gutiérrez | CLAS–Cajastur               |            |
| 24   | Federico Echave Musatadi   | CLAS–Cajastur               |            |
| 25   | Jesús Blanco               | Deportpublic                |            |